# Podkraj, Hrastnik
Podkraj este o localitate din comuna Hrastnik, Slovenia, cu o populație de 455 de locuitori.